# 1,4-Diazabicyclo(2.2.2)octane
Le DABCO ou 1,4-diazabicyclo[2.2.2]octane est une diamine bicyclique saturée. Il est utilisé comme catalyseur, particulièrement dans la synthèse de polyuréthanes, et comme ligand. Le DABCO est un catalyseur utile dans la réaction de Baylis-Hillman. Comme la plupart des amines de bas poids moléculaire, le DABCO a une odeur d'ammoniaque,,.

## Nucléophilie
Le DABCO est structurellement semblable à une triéthylamine dont les groupes CH3 terminaux seraient reliés entre eux par un atome d'azote (comparable à la quinuclidine (en)). Cependant, les contraintes géométriques le rendent bien plus nucléophile que la triéthylamine.

## Utilisations
Le DABCO est utilisé pour ajuster le pH de la résine sensible à l'oxygène (pour en réguler la vitesse de réaction) utilisée dans les DVD limités dans le temps Flexplay (en). Les antioxydants, comme le DABCO, sont utilisés pour améliorer la durée de vie de colorants. Cela rend le DABCO utile dans les lasers à colorants et pour le montage des échantillons de microscopie à fluorescence (lorsqu'il est utilisé avec le glycérol et PBS).Le DABCO peut également être utilisé pour déméthyler des sels d'ammonium quaternaire par chauffage dans le N,N-diméthylformamide (DMF).
Le DABCO est aussi utilisé comme catalyseur dans le couplage de Sonogashira sans métal et sans activation micro-onde. Par exemple, le phényléthyne se couple avec les iodoarènes électroniquement déficitaires pour former le produit de Sonogashira avec un rendement de 77 % et une sélectivité de 95 % :
Dabco est un nom de marque enregistré pour une ligne de catalyseurs aminés d'Air Products and Chemicals et contenant du 1,4-diazabicyclo[2.2.2]octane.